# Danishefského dien
Danishefského dien (také nazývaný Kitaharův dien, systematický název trans-1-methoxy-3-trimethylsilyloxybuta-1,3-dien) je organická sloučenina křemíku patřící mezi dieny; objevil ji Samuel J. Danishefsky, po kterém je také pojmenována. Jelikož má dien vysokou elektronovou hustotu, tak je značně reaktivní při Dielsových–Alderových reakcích. Prudce reaguje s elektrofilními alkeny jako je maleinanhydrid. Díky methoxyskupině jsou adice velmi regioselektivní. Tato látka reaguje s aminy, aldehydy, alkeny a alkyny. Byly také popsány její reakce s iminy a nitroalkeny.
Poprvé byl tento dien připraven reakcí trimethylsilylchloridu s 4-methoxy-but-3-en-2-onem a chloridem zinečnatým:
Látka je zajímavá díky dvěma svým vlastnostem: substituenty způsobují regiospecifickou adici na nesymetrické dienofily a u vzniklého produktu mohou navíc po adici proběhnout další reakce. Při reakcích s nesymetrickými alkeny dochází k vysoké regioselektivitě, přičemž je upřednostňována poloha 1,2 etherové skupiny vzhledem k alkenovému uhlíku (na kterém je nízká elektronová hustota). Vše je znázorněno na následujícím schématu aza Dielsovy–Alderovy reakce:
U produktu cykloadice je silylether synthonem tvorby karbonylové skupiny z enolu. Methoxyskupina snadno podléhá eliminační reakci za tvorby nové alkenové skupiny.
Byly popsány příklady využití Danishefského dienu v asymetrické syntéze. Byly též popsány deriváty tohoto dienu.